# Winchester Model 1894
Il fucile Winchester Modello 1894 (noto anche come Winchester 94 o Modello 94) è un fucile a ripetizione a leva che è diventato uno dei fucili da caccia più famosi e apprezzati di tutti i tempi. 
Fu progettato da John M. Browning nel 1894 e originariamente camerato per sparare due cartucce metalliche a polvere nera, la .32-40 Winchester e la .38-55 Winchester. 
Fu il primo fucile civile a camerare la polvere infume, il .30 WCF (.30 Winchester Center Fire, che col tempo divenne noto come .30-30 Winchester) nel 1895. Nel 1901, Winchester creò il nuovo calibro .32 Winchester Special con la produzione di fucili a partire dal 1902.
Fu prodotto dalla Winchester Repeating Arms Company dal 1894 fino al 1980 e successivamente dalla U.S. Repeating Arms sotto il marchio Winchester fino alla cessazione della produzione ufficiale nel 2006. Il fucile viene prodotto ancora sotto licenza dalla società Miroku in Giappone e negli Stati Uniti dalla Browning Arms.
Il modello 1894 è il fucile con il nome "Winchester" per antonomasia ed è usato per riferirsi a tutti i fucili di questo tipo; inoltre è stato il primo fucile sportivo commerciale a vendere oltre 7.000.000 di unità.

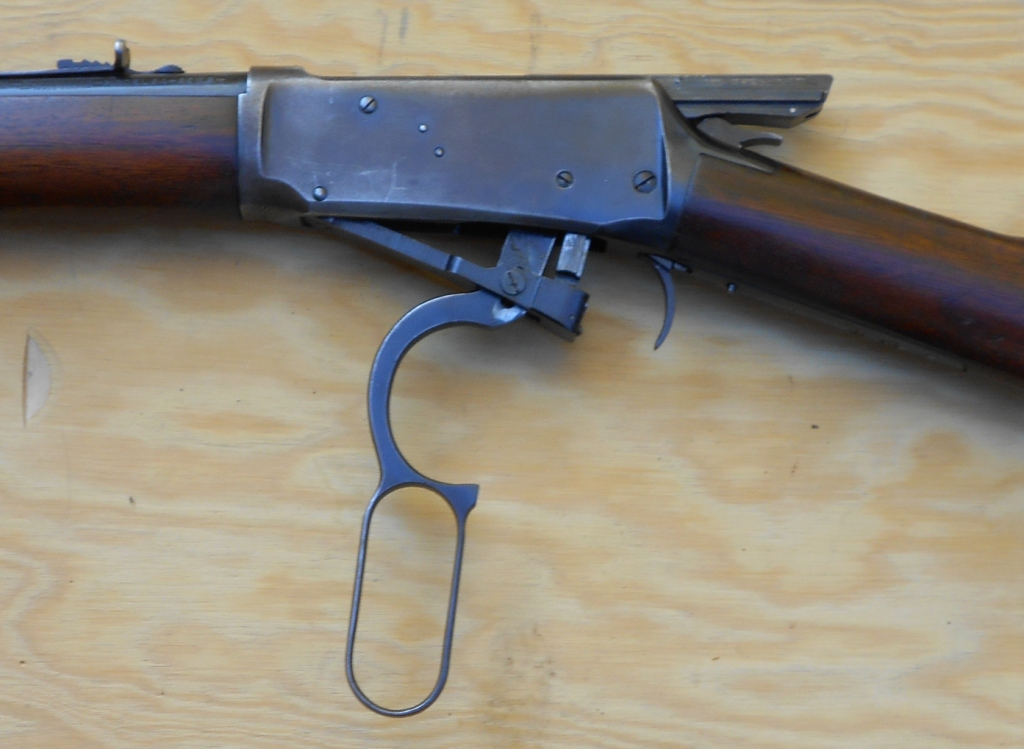
Azione del mod.1894